# Карабобо
Карабо́бо (исп. Carabobo) — один из 23 штатов Венесуэлы, расположенный на севере страны приблизительно в 2 часах езды от Каракаса. Административный центр штата — город Валенсия, являющийся основным промышленным центром страны. Штат занимает территорию в 4 650 км² и по состоянию на 2011 год население составляет 2 245 744 человек.

## История
7 сентября 1561 г. в Карабобо сделал остановку знаменитый авантюрист Лопе де Агирре со своими «мараньонами».
24 июня 1821 г. близ одноимённого поселения Карабобо, что в сотне километров к западу от Каракаса, состоялась битва, которая стала решающей схваткой в войне за независимость Венесуэлы от Испании. Она завершилась победой над роялистами освободительной армии добровольцев под предводительством Симона Боливара и Хосе Антонио Паэса.
Испанские войска, задержавшиеся в Кастильо, Сан-Фелипе и в Пуэрто-Кабельо, эвакуировались из Венесуэлы 10 ноября 1823 г.
24 июня в 1824 году из западной части провинции Каракас была создана отдельная провинция Карабобо. 
Полностью Венесуэла, провозгласившая независимость ещё в 1811 году, была освобождена от колониальной зависимости к ноябрю 1824 года.

## Муниципалитеты и их местоположение
1. Бехума (Бехума)
2. Карлос-Арвело (Гюйгюе)
3. Диэго-Ибарра (Мариара)
4. Гуакара (Гуакара)
5. Хуан-Хосе-Мора (Морон)
6. Либертадор (Токуйто)
7. Лос-Гуайос (Лос-Гуайос)
8. Миранда (Миранда)
9. Монтальбан (Монтальбан)
10. Нагуанагуа (Нагуанагуа)
11. Пуэрто-Кабельо (Пуэрто-Кабельо)
12. Сан-Диэго (Сан-Диэго)
13. Сан-Хоакин (Сан-Хоакин)
14. Валенсия (Валенсия)

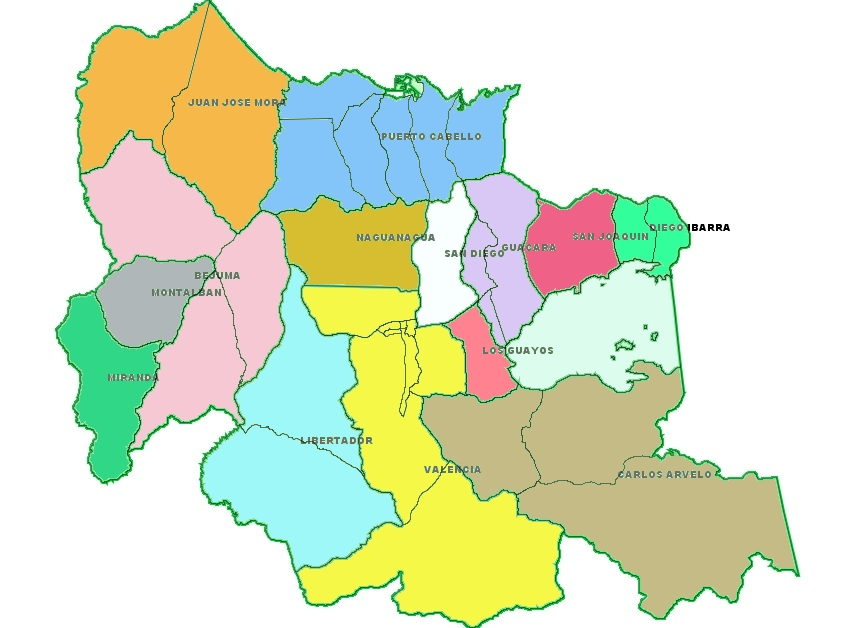
Административная карта штата Карабобо.

Муниципалитеты состоят из одного или нескольких гражданских приходов. В Карабобо насчитывается в общей сложности 38 приходов.

### Ландшафт и почва
Около 75% региона покрыто горами, которые составляют часть побережья побережья Венесуэлы. Самые высокие пики встречаются на севере и западе штата и к югу от озера Валенсия.  Пик Кобалонго или Каобаль пик является самой высокой точкой государства, в 1990 метрах над уровнем моря.
Существует центральная низменная равнина вокруг Валенсии озера и к югу, где начинается Лянос Венесуэлы.
Существует большое количество антиклинали, синклинальс, diaclases, Переломы и Разломы. Одним из наиболее важных является один из Виктории, к югу от Валенсии. Эта область имеет умеренную тектоническую активность.
Рядом с Пуэрто Кабельо есть группа небольших Островов. Основными из них являются Исла Ларга, Исла-Санто-Доминго, Остров Алькатрас и Исла-дель-Рей. Исла Ларга является самым крупным и длиной 1855 метров. Он входит в состав национального парка Сан-Эстебан.
На озере Валенсия также есть несколько островов. Некоторые другие исчезли после повышения Уровня моря с 1970-х годов. Исла-дель-Берро. ("Donkey Island") является самым большим островом озера.
почвы Карабобо являются плодородными. Преобладают сульфидные почвы (прежде всего, флюидов и оросителей). Существуют также угрозы вертикали с подотрядами Уестерта.

## Культура и достопримечательности
- Исторический центр Валенсии
- Аквариум в Валенсии

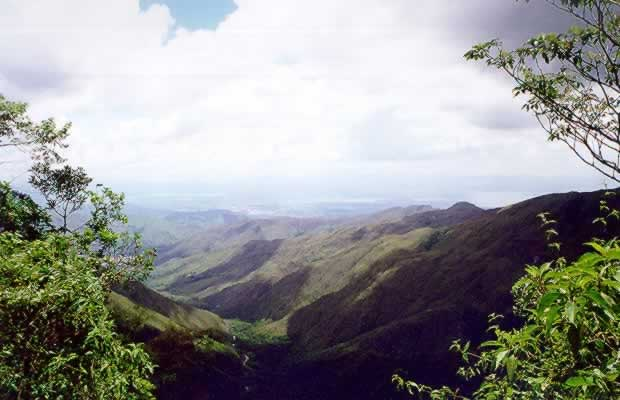
Национальный парк Генри Питтиера, расположенный на территории штата

- Термальные воды в Лас-Тринчерас (описанные Александром фон Гумбольдтом)
- Индийские петроглифы в Вихириме
- Испанские крепости в Пуэрто-Кабельо
- Пляж в Патанемо
- Горы в Canoabo
- Церковь Святого Антония Падуанского в Лос-Гуайос
- Городской театр Валенсии